# Торфяно-болотные почвы
Торфя́но-боло́тные по́чвы развиваются в условиях болотных почвообразующих процессов — при избыточном увлажнении атмосферными осадками или грунтовыми водами. Они имеют относительно примитивный почвенный профиль, состоящий из торфяного или торфяно-глеевого горизонтов.

## Классификация
По мощности торфа гидроморфные (другое название торфяно-болотных почв) почвы подразделяются на следующие виды:
- Торфянисто-глеевые (имеют слой торфа до 30 см);
- Торфяно-глеевые (имеют слой торфа от 30 до 50 см);
- Торфяно-болотные маломощные (имеют слой торфа от 50 до 100 см);
- Торфяно-болотные среднемощные (имеют слой торфа от 1 до 2 м);
- Торфяные мощные (с слоем торфа более 2 м).

В зависимости от происхождения и условий водного питания торфяно-болотные почвы делятся на три основных типа:
- Торфяно-болотные почвы низинного типа
- Торфяно-болотные почвы верхового типа
- Пойменные торфяно-болотные почвы[1].

## География
Почвы данного типа встречаются на Западно-Сибирской равнине, в Озерном крае, на низменностях Полесья, в Подляском воеводстве Польши, а также на низменных болотистых побережьях.